# Munkedal
Munkedal est une localité de la commune de Munkedal, dont elle est le chef-lieu, dans le comté de Västra Götaland en Suède.
Sa population était de 4157 habitants en 2019.